# Чемпионат Чехии по кёрлингу среди юниорских смешанных пар
Чемпионат Чехии по кёрлингу среди юниорских смешанных пар (чеш. MČR mixed doubles juniorů) — ежегодное соревнование чешских юниорских (участники должны быть в возрасте до 21 года на дату начала чемпионата) смешанных парных команд (смешанных пар) по кёрлингу (команда должна состоять из одного мужчины и одной женщины; см. Кёрлинг среди смешанных пар). Проводится с сезона 2024—2025. Организатором является Ассоциация кёрлинга Чехии (чеш. Český Svaz Curlingu).
Победитель чемпионата получает право до следующего чемпионата представлять Чехию на международной арене (в том числе на чемпионате мира) как её юниорская смешанная парная сборная команда.

## Годы и команды-призёры
Составы показаны в порядке: женщина, мужчина, тренер (если есть).
| Год               | Золото                                                          | Серебро                                                              | Бронза                                                      |
| ----------------- | --------------------------------------------------------------- | -------------------------------------------------------------------- | ----------------------------------------------------------- |
| 2025 15—18 ноября | Brnoso Sofie Krupičková / Ondřej Blaha тренер: Марек Черновский | DION WC Юлия Зелингрова / Вит Хабичовский тренер: Vladimír Černovský | Kameňáci Ema Košáková / Tobiáš Votava тренер: Martin Votava |

## Медальный зачёт по кёрлингистам
| Кёрлингист(ка)   | Золото | Серебро | Бронза |
| ---------------- | ------ | ------- | ------ |
| Ondřej Blaha     | 1      |         |        |
| Sofie Krupičková | 1      |         |        |
| Юлия Зелингрова  |        | 1       |        |
| Вит Хабичовский  |        | 1       |        |
| Ema Košáková     |        |         | 1      |
| Tobiáš Votava    |        |         | 1      |